# Năng lượng ở Việt Nam
Năng lượng ở Việt Nam là một khái niệm đề cập đến việc nghiên cứu, sản xuất, tiêu thụ các nguồn năng lượng ở Việt Nam.

## Lịch sử
Ngày 21-12-1954, Bác Hồ đã đến thăm Nhà máy điện Yên Phụ và Nhà máy đèn Bờ Hồ. Tại buổi gặp mặt thân tình này, Bác nói: "Nhà máy này bây giờ là của nhân dân, của Chính phủ, của các cô, các chú. Các cô, các chú là chủ thì phải giữ gìn nhà máy, làm cho nó phát triển hơn nữa...". Từ đó, ngày 21/12 hằng năm được coi là ngày Truyền thống của ngành Điện lực Việt Nam.

Ngày 21-7-1955, Bộ trưởng Bộ Công Thương ra Quyết định số 169-BCT/ND/KB (Thứ trưởng Đặng Viết Châu ký) thành lập Cục Điện lực trực thuộc Bộ Công Thương và bổ nhiệm ông Hồ Quý Diện làm Cục trưởng. Ngày 21-2-1961, Bộ Thủy lợi và Điện lực ra Quyết định số 86-TLĐL/QĐ về việc chuyển Cục Điện lực thành Tổng cục Điện lực. Ngày 28-12-1962, Hội đồng Chính phủ ra Quyết định tách Tổng cục Điện lực Khỏi Bộ Thủy lợi và Điện lực về trực thuộc Bộ Công nghiệp nặng. Sau đó lại đổi tên là Cục Điện lực. Ngày 6-10-1969, Bộ Điện và Than ra Quyết định số 106/QĐ/TC thành lập Công ty Điện lực (nay là Công ty Điện lực 1) trực thuộc Bộ Điện và Than với nhiệm vụ sản xuất kinh doanh điện năng và hoạt động theo chế độ hạch toán kinh tế. Năm 1981, Bộ Điện lực ra đời. 

Nhà máy Thủy điện Thác Bà khôi phục sau chiến tranh và đưa vào vận hành năm 1973.

Ngày 07-10-1975, Công ty Điện lực miền Trung được thành lập. Sau khi được giải phóng, các cơ sở điện lực khu vực miền Trung hầu hết đều nhỏ bé, manh mún, không có lưới truyền tải cao thế, toàn miền chỉ có 150 máy phát diesel phân tán ở các đô thị, tổng công suất đặt là 74 MW. Công ty Điện lực miền Trung ra đời là điều kiện đảm bảo cho sự thống nhất trong công tác quản lý điều hành; đồng thời củng cố, phát triển sản xuất kinh doanh điện trong toàn khu vực miền Trung: Công ty Điện lực miền Trung sau đó đổi tên thành Công ty Điện lực 3, nay là Tổng Công ty Điện lực miền Trung. Hiện Tổng Công ty Điện lực miền Trung là doanh nghiệp thành viên thuộc Tập đoàn Điện lực Việt Nam (EVN), hoạt động đa ngành nghề trong đó ngành nghề chính là sản xuất, kinh doanh điện năng với địa bàn hoạt động tại 13 tỉnh, thành phố miền Trung, Tây Nguyên.
Ngày 07-08-1976, Bộ trưởng Bộ Điện và Than ra Quyết định số 1592/QĐ-TCCB.3 về việc đổi tên Tổng cục Điện lực (thành lập ngay sau ngày miền Nam hoàn toàn giải phóng) thành Công ty Điện lực miền Nam. Ngày 9-5-1981, Công ty Điện lực miền Nam đổi tên thành Công ty Điện lực 2 theo Quyết định số 15/TTCBB.3 của Bộ trưởng Bộ Điện lực. Ngày 7-4-1993, Thủ tướng Chính phủ ra Quyết định số 147-TTg chuyển Công ty Điện lực 2 trực thuộc Bộ Năng lượng. Từ ngày 1-4-1995, Công ty Điện lực 2 được thành lập lại, trực thuộc Tổng công ty Điện lực Việt Nam (nay là Tập đoàn Điện lực Việt Nam), hiện nay được đổi tên là Tổng Công ty Điện lực miền Nam.
Ngày 01-01-1995, Tổng Công ty Điện lực Việt Nam (EVN) chính thức ra mắt, hoạt động trong lĩnh vực sản xuất kinh doanh điện năng trên toàn quốc.
Tổng công ty Điện lực Việt Nam được thành lập theo Quyết định số 562/QĐ-TTg ngày 10-10-1994 của Thủ tướng Chính phủ trên cơ sở sắp xếp lại các đơn vị thuộc Bộ Năng lượng; tổ chức và hoạt động theo Điều lệ ban hành kèm theo Nghị định số 14/CP ngày 27-1-1995 của Chính phủ. Từ 1/4/1995, EVN bắt đầu điều hành toàn bộ công việc của ngành Điện, bao gồm: Phát điện, truyền tải, phân phối, đầu tư xây dựng trên cơ sở các Tổng sơ đồ phát triển điện đã được phê duyệt. Sự ra đời của EVN đánh dấu bước ngoặt trong quá trình đổi mới, chuyển sang cơ chế thị trường có sự quản lý của Nhà nước. Là một doanh nghiệp lớn, ngành Điện tự cân đối tài chính, hạch toán kinh tế, tự trang trải nhằm bảo toàn, phát triển vốn, đẩy mạnh hội nhập khu vực và quốc tế.

## Khai thác

### Năng lượng hóa thạch

#### Than
Tính đến 1/1/2005 tổng trữ lượng than đã tìm kiếm thăm dò khoảng 6,14 tỷ tấn. Mỗi chu kỳ kế hoạch 5 năm tổng sản lượng khai thác than tăng khoảng 1-5 triệu tấn nhằm đáp ứng nhu cầu phát triển kinh tế-xã hội của đất nước.
Khả năng khai thác và chế biến than của Tập đoàn Công nghiệp Than - Khoáng sản Việt Nam (TKV) chỉ đáp ứng được 40-50% nhu cầu than cho sản xuất điện, thực chất sản lượng than sẽ chỉ đủ cung cấp cho khoảng 12.000MW, nghĩa là sản xuất được không quá 72 tỉ kWh mỗi năm, kể cả đến những năm 2025-2030, do đó cho thấy Việt Nam sẽ sớm trở thành quốc gia nhập khẩu than trong giai đoạn sau 2020.
Trong giai đoạn 2011 - 2016 nhiệt điện than tăng trưởng nhanh chóng từ hơn 3 GW công suất lắp đặt lên đến 14,5 GW gần bằng tổng công suất các nhà máy thủy điện lớn (15,8 GW). Tuy nhiên, với hệ số công suất cao hơn, sản lượng điện than trong năm 2016 (68.8 TWh) đã vượt sản lượng thủy điện (63,5 TWh), trở thành nguồn cung điện lớn nhất (38% tổng sản lượng điện). Năm 2018 tiếp tục chứng kiến cơ cấu công suất đặt của nhiệt điện than tăng đáng kể (từ 23.1% năm 2013 lên 38.1% năm 2018).

#### Dầu khí
Tổng trữ lượng dầu khí có thể đưa vào khai thác ở nước ta khoảng 3,8-4,2 tỷ tấn quy đổi (TOE), trong đó trữ lượng đã được xác định khoảng 60% (1,05 - 1,14 TOE).
Khả năng khai thác dầu thô so với năm 2010 dự báo đến năm 2020 sẽ sụt giảm, còn 16-17 triệu tấn/năm.
Đối với khí đốt, khả năng khai thác sẽ tăng, giai đoạn 2011-2015 sẽ đạt mức từ 10,7 tỷ mét khối lên 19 tỷ mét khối.

Khai thác than là ngành công nghiệp lâu đời và quan trọng của Việt Nam

### Thủy điện
Theo đánh giá của các nghiên cứu gần đây, tiềm năng về kinh tế-kỹ thuật thủy điện của nước ta đạt khoảng 75000-85840 triệu tỷ kWh với công suất tương ứng đạt 18000-20000MW. Trong đó tiềm năng kinh tế của 10 lưu vực sông chính khoảng 85,9% của các lưu vực sông trong cả nước. Như vậy tổng trữ lượng kinh tế kỹ thuật của các lưu vực sông chính hơn 18.000MW, cho phép sản lượng điện năng tương ứng khoảng 70 tỷ kWh. Theo dự báo kế hoạch phát triển thủy điện trong tổng sơ đồ điện VII đến năm 2020, toàn bộ trữ lượng tiềm năng kinh tế-kỹ thuật của thủy điện lớn sẽ được khai thác hết, như vậy năng lượng thủy điện từ các dòng sông chính sẽ không còn khả năng khai thác nữa.
Về thủy điện nhỏ, tính đến cuối năm 2013 có 180 dự án đang hoạt động với tổng công suất khoảng 1,8 GW. Con số này còn dưới tiềm năng hơn 7 GW của thủy điện nhỏ ở Việt Nam. Ngoài ra các dự án thủy điện cực nhỏ công suất dưới 100 kW phù hợp với vùng sâu, vùng xa, những nơi có địa hình hiểm trở có thể tự cung tự cấp theo lưới điện nhỏ và hộ gia đình cũng đã và đang được khai thác.

### Năng lượng tái tạo
Tính đến cuối năm 2013, nguồn năng lượng tái tạo đã và đang được khai thác cho sản xuất điện chiếm tỷ lệ 6,3% tổng nguồn điện toàn hệ thống với trong hệ thống với tổng công suất lắp đặt khoảng 3.990MW. Trong đó, chủ yếu là thủy điện nhỏ chiếm khoảng 3.770MW, điện gió 52MW, điện sinh khối 150MW, năng lượng tái tạo khá khác là 18 MW. Trong quy hoạch điện VII điều chỉnh ban hành năm 2016, tỷ trọng năng lượng tái tạo trong sản lượng điện dự kiến vào năm 2020 là 7%, năm 2030 là 10% bao gồm thủy điện nhỏ, điện sinh khối, điện gió, điện mặt trời với tỷ trọng lần lượt là 2,5%, 2,1%, 2,1% và 3,3%. Các mục tiêu cụ thể cho năng lượng tái tạo bao gồm nâng tổng công suất lắp đặt của điện gió lên 0,8 GW vào năm 2020 và 6 GW vào năm 2030, điện mặt trời lên 0,85 GW vào năm 2020 và 12 GW vào năm 2030.

#### Năng lượng mặt trời
Với vị trí địa lý của Việt Nam nằm trong giới hạn giữa xích đạo và chí tuyến Bắc, thuộc vùng nội chí tuyến có ánh nắng mặt trời chiếu sáng quanh năm, nhất là khu vực Nam Bộ. Với tổng số giờ nắng trong năm dao động trong khoảng 1.400-3.000 giờ, tổng lượng bức xạ trung bình năm vào khoảng 230-250 lcal/cm2/ngày tăng dần từ Bắc vào Nam. Tuy nhiên hiện nay việc khai thác và sử dụng nguồn năng lượng này còn hạn chế. Trong tương lai khi mà khai thác các nguồn năng lượng khác đã đến mức tới hạn thì nguồn năng lượng mặt trời là một tiềm năng lớn. Ngày 11/04/2017, Chính phủ đã phê duyệt Quyết định số 11/2017/QĐ-TTg về cơ chế khuyến khích phát triển điện mặt trời tại Việt Nam, theo đó điện mặt trời sẽ được mua ở mức giá cố định là  9,35 UScents/kWh (tương đương 2.086 đồng/kWh) trong vòng 20 năm - cao hơn rất nhiều so với giá mua điện của các loại hình khác, với điều kiện phải hoạt động và đấu nối vào hệ thống điện trước ngày 30 tháng 6 năm 2019.
Với những chính sách hỗ trợ nhất quán và nhiều ưu đãi, Việt Nam đã thu hút làn sóng đầu tư mạnh mẽ từ các nhà đầu tư trong và ngoài nước. Tính đến cuối năm 2018, cả nước có khoảng 10 GW được đăng ký, trong đó có 8,1 GW được bổ sung vào quy hoạch, khoảng hơn 100 dự án đã ký hợp đồng mua bán điện (PPA). Đã có hai dự án điện mặt trời nối lưới đầu tiên đi vào vận hành là Phong Điền và Krong Pa với tổng công suất 86 MW. Theo thống kê của EVN, tính đến hết ngày 30 tháng 6 năm 2019, có 82 nhà máy điện mặt trời đã được đưa vào vận hành với tổng công suất là 4464 MW. Dù sự gia tăng của năng lượng tái tạo trong hệ thống là tín hiệu đáng mừng nhưng một số lượng lớn các nhà máy điện mặt trời đi vào vận hành trong thời gian ngắn đã và đang gây không ít khó khăn cho công tác vận hành hệ thống điện. Nguyên nhân là do tính chất bất định, phụ thuộc vào thời tiết của loại hình nguồn điện này. Bên cạnh đó, việc phát triển nóng và ồ ạt các dự án điện mặt trời tập trung tại một số tỷnh như Ninh Thuận, Bình Thuận, Đắk Lắk đã gây ra hiện tượng quá tải lưới 110 kV, 220 kV tại các khu vực trên. Năm 2020 đã chứng kiến sự bứt phá của điện mặt trời mái nhà với hơn 100.000 công trình điện mặt trời mái nhà đã được đấu nối vào hệ thống điện với tổng công suất lắp đặt lên tới gần 9.300 MWp

#### Năng lượng gió
Nằm trong khu vực cận nhiệt đới gió mùa với bờ biển dài, Việt Nam có một thuận lợi cơ bản để phát triển năng lượng gió. So sánh tốc độ gió trung bình trong vùng biển Đông Việt Nam và các vùng biển lân cận cho thấy gió tại biển Đông khá mạnh và thay đổi nhiều theo mùa. Theo Ngân hàng Thế giới, Việt Nam có tiềm năng gió lớn với tổng tiềm năng điện gió của Việt Nam ước đạt 513.360 MW tức là bằng hơn 200 lần công suất của thủy điện Sơn La, và hơn 10 lần tổng công suất dự báo của ngành điện vào năm 2020. Tất nhiên, để chuyển từ tiềm năng lý thuyết thành tiềm năng có thể khai thác, đến tiềm năng kỹ thuật, và cuối cùng, thành tiềm năng kinh tế là cả một câu chuyện dài; nhưng điều đó không ngăn cản việc chúng ta xem xét một cách thấu đáo tiềm năng to lớn về năng lượng gió ở Việt Nam.
Trong năm 2016, hệ thống điện được bổ sung thêm 2 nhà máy điện gió (Bạc Liêu 2 công suất 83.2 MW và Phú Lạc 24 MW) nâng tổng công suất điện gió lên 160 MW. Tuy nhiên, đây vẫn là một con số khiêm tốn so với tổng công suất toàn hệ thống (42 GW). Năm 2017, điện gió Hướng Linh 2 (30 MW) ở tỉnh Quảng Trị đã được đóng lưới thành công. Tính đến cuối năm 2018, tổng công suất điện gió đã được lắp đặt ở Việt Nam đạt 228 MW. Dự án tổ hợp Trung Nam nằm ở Bình Thuận, bao gồm 40 MW trang trại điện gió và 204 MW điện mặt trời, đã được khánh thành vào tháng 4/2019.. Năm 2020 có 3 dự án được khánh thành là Đại Phong (40MW) ở Bình Thuận, Hướng Linh 1 (30MW) ở Quảng Trị và giai đoạn 2 của khu tổ hợp Trung Nam (64MW) tại Ninh Thuận. Đến cuối năm 2019, ngoài 9 dự án điện gió đã được cấp chứng nhận vận hành thương mại (COD), vẫn còn 31 dự án với tổng công suất 1645 MW đã ký PPA nhưng chưa COD. Để tránh xảy ra tình trạng quá tải như điện mặt trời, Chính phủ đã ra chỉ thị ưu tiên phê duyệt các dự án có khả năng đảm bảo giải tỏa công suất, song song với đó là bổ sung quy hoạch các dự án lưới điện truyền tải. Tính đến thời điểm đầu tháng 8/2021, đã có 21 nhà máy điện gió với tổng công suất là 819 MW vào vận hành thương mại.

#### Năng lượng địa nhiệt
Khai thác năng lượng địa nhiệt có hiệu quả về kinh tế, có khả năng thực hiện và thân thiện với môi trường, nhưng trước đây bị giới hạn về mặt địa lý đối với các khu vực gần các ranh giới kiến tạo mảng. Các tiến bộ khoa học kỹ thuật gần đây đã từng bước mở rộng phạm vi và quy mô của các tài nguyên tiềm năng này, đặc biệt là các ứng dụng trực tiếp như dùng để sưởi trong các hộ gia đình. Các giếng địa nhiệt có khuynh hướng giải phóng khí thải nhà kính bị giữ dưới sâu trong lòng đất, nhưng sự phát thải này thấp hơn nhiều so với phát thải từ việc đốt nhiên liệu hóa thạch thông thường. Công nghệ này có khả năng giúp giảm thiểu sự nóng lên toàn cầu nếu nó được triển khai rộng rãi.
Mặc dù nguồn địa nhiệt chưa được điều tra và tính toán kỹ. Tuy nhiên, với số liệu điều tra và đánh giá gần đây nhất cho thấy tiềm năng điện địa nhiệt ở Việt Nam có thể khai thác đến trên 300MW. Khu vực có khả năng khai thác hiệu quả là miền Trung.

#### Năng lượng sinh khối
Ngày 24 tháng 3, Thủ tướng Chính phủ ban hành Quyết định số 24/2014/QĐ-TTg về cơ chế hỗ trợ phát triển các dự án điện sinh khối tại Việt Nam. Đây cũng là văn bản pháp lý đầu tiên đưa ra công cụ chính sách hỗ trợ thúc đẩy phát triển ngành này. Trước năm 2014, Việt Nam có khoảng 40 nhà máy mía đường áp dụng công nghệ đồng phát nhiệt điện (từ bã mía) với tổng công suất 150 MW
Trong năm 2018 có 6 nhà máy điện sinh khối phát lên lưới diện quốc gia với tổng sản lượng khoảng 0.5 TWh, chỉ chiếm 0.22% trong tổng sản lượng điện phát của Việt Nam. Con số này còn khá khiêm tốn so với các mục tiêu của Chính phủ đề ra cho năng lượng sinh khối: như 1% tổng sản lượng điện phát vào năm 2020 theo QHĐ VII điều chỉnh. Việc sản xuất thương mại vẫn còn phát triển chậm do vấn đề về giá hỗ trợ cho bã mía. Tuy vậy triển vọng cho việc phát triển nguồn năng lượng này còn khả quan dựa vào số lượng ngày càng tăng của rác thải nông, lâm nghiệp và đô thị. Đến tháng 2 năm 2020, tổng công suất điện sinh khối hiện đang vận hành vào khoảng 400 MW. Trong đó, đồng phát nhiệt điện tại các nhà máy mía đường vẫn chiếm một tỷ trọng lớn: 390 MW với 175 MW điện nối lưới. Phần còn lại khoảng 10 MW là từ các dự án điện rác.

#### Khó khăn
Theo đại diện Ngân hàng Thế giới (WB) tại Việt Nam, Việt Nam sẽ gặp không ít thách thức trong phát triển năng lượng tái tạo. Trong đó đáng kể như: giá thành phát điện cao; thiếu nguồn vốn dài hạn và cơ chế tài chính phù hợp; khung chính sách phát triển còn hạn chế khi chưa có Luật Năng lượng tái tạo, Nghị định năng lượng tái tạo; cơ chế hỗ trợ phát triển năng lượng tái tạo chưa khuyến khích các nhà đầu tư tham gia; lưới điện truyền tải để nối các nguồn năng lượng tái tạo phát triển chậm; phụ thuộc nhiều vào kỹ thuật và chuyên gia nước ngoài; thiết bị phải nhập khẩu; không có quy hoạch tổng thể phát triển năng lượng tái tạo; thiếu cơ cơ sở dữ liệu tin cậy về nguồn tiềm năng năng lượng tái tạo...
Theo đánh giá của các chuyên gia, có nhiều lý do chủ quan và khách quan dẫn tới thách thức kể trên trong phát triển năng lượng tái tạo tại Việt Nam, nhưng chủ yếu là Việt Nam thiếu các chính sách đủ mạnh, đồng bộ bao gồm điều tra, thăm dò tiềm năng đến khai thác và sử dụng; thiếu cơ chế tài chính hiệu quả cho việc đầu tư, quản lý và vận hành các dự án năng lượng tái tạo tại các khu vực khác nhau của đất nước, đặc biệt là tại vùng sâu, vùng xa ngoài lưới; thiếu một cơ quan đầu mối tập trung, với chức năng đủ mạnh để điều hành.

### Năng lượng hạt nhân
Ngày 25/11/2009, chủ trương đầu tư Dự án Điện hạt nhân Ninh Thuận đã được Quốc hội khóa XII thông qua tại kỳ họp thứ 6. Theo dự kiến, nhà máy điện hạt nhân Ninh Thuận 1 khởi công tháng 12/2014, vận hành thương mại tổ máy số 1 vào năm 2020, tổ máy số 2 vào năm 2021. Dự án nhà máy điện hạt nhân Ninh Thuận 2 sẽ khởi công vào tháng 5/2015, vận hành tổ máy số 1/2021 và tổ máy số 2/2022.
Ngày 18/8/2010 Thủ tướng Chính phủ đã ký quyết định số 1558/QĐ-TTg phê duyệt Đề án "Đào tạo và phát triển nguồn nhân lực trong lĩnh vực năng lượng nguyên tử" và công văn số 460/TTg-KTN ngày 18/3/2010 về kế hoạch tổng thể thực hiện dự án điện hạt nhân Ninh Thuận, trong đó giao Tập đoàn Điện lực Việt Nam phối hợp với Bộ Giáo dục và Đào tạo thực hiện dự án đào tạo nguồn nhân lực cho các dự án nhà máy điện hạt nhân tại tỉnh Ninh Thuận. Với tổng kinh phí thực hiện 3.000 tỷ đồng, đến năm 2020 chương trình sẽ đào tạo được nguồn nhân lực đủ về số lượng và chất lượng để phục vụ quản lý, ứng dụng và bảo đảm an toàn, an ninh trong lĩnh vực năng lượng nguyên tử, đảm bảo khả năng tiếp nhận chuyển giao công nghệ, vận hành, duy tu, bảo dưỡng, quản lý nhà máy điện hạt nhân, tiến tới từng bước nội địa hóa, tự chủ về công nghệ.
Ngày 31/10/2010, hiệp định liên Chính phủ giữa Liên bang Nga và nước Cộng hòa Xã hội Chủ nghĩa Việt Nam về hợp tác xây dựng nhà máy điện hạt nhân Ninh Thuận 1 đã được ký kết.
Đến tháng 11/2016, Quốc hội đã biểu quyết thông qua Nghị quyết về việc dừng thực hiện Dự án xây dựng nhà máy điện hạt nhân Ninh Thuận vì lý do kinh tế cũng như cân nhắc đến các tiềm năng tiết kiệm điện khai thác năng lượng tái tạo và liên kết lưới điện khu vực.

## Sản xuất

Biểu đồ cơ cấu sản xuất năng lượng Việt Nam 2010 (%)

Khi tiếp quản Hà Nội vào tháng 10/1954, cơ sở vật chất chỉ vẻn vẹn 31,5 MW công suất, sản lượng điện khoảng 53 triệu kWh/năm. Đến cuối năm 1975, tổng công suất nguồn điện cả nước đạt 1.326,3MW, tổng sản lượng phát điện năm 1975 đạt 2,950 tỷ kWh. Giai đoạn 1995-2002, công suất toàn lưới điện tăng lên 9.868MW. Tính đến năm 2013, tổng công suất đặt nguồn điện toàn hệ thống là 30.597 MW, trong đó thủy điện chiếm 48,78%, điện than chiếm 23,07%, nhiệt điện khí và dầu FO, DO chiếm 24,29%. Cơ cấu nguồn điện tính đến cuối năm 2017 bao gồm 19 GW nhiệt điện than, chiếm 38% tổng công suất lắp đặt hệ thống. Theo sau là thủy điện với 17 GW (34%), 9 GW điện khí và dầu (18%). Năng lượng tái tạo có tổng công suất lắp đặt là gần 4 GW chiếm 8% cơ cấu nguồn, trong đó chủ yếu là thủy điện nhỏ.
Giai đoạn 2010 - 2020 điện thương phẩm tăng trưởng với tốc độ cao, từ 85,4 tỷ kWh năm 2010 lên khoảng 217 kWh năm 2020; tốc độ tăng trưởng bình quân 9,77%/năm, gấp khoảng 1,6 lần so với tăng trưởng GDP. Trong tháng 6/2021, sản lượng điện sản xuất và nhập khẩu toàn hệ thống đạt 23,9 tỷ kWh, tăng 8,6% so với tháng 6/2020. Sản lượng điện sản xuất bình quân đạt 796,7 triệu kWh/ngày, trong đó, sản lượng ngày lớn nhất đạt 880,3 triệu kWh (ngày 1/6), công suất phụ tải lớn nhất đạt 42.146 MW (ngày 21/6).

## Tiêu thụ

### Dân dụng
Cho đến năm 2020, đã đạt được 100% số xã/phường có điện lưới quốc gia, và 99.54% dân số, theo số liệu đến 31 tháng 12, 2019  , 99,26% số hộ dân nông thôn được sử dụng điện, góp phần thay đổi cơ bản diện mạo nông nghiệp, nông thôn Việt Nam.
Trong số 12 huyện đảo của cả nước có 6 huyện đảo đã và dự kiến sẽ có điện lưới quốc gia trong năm 2014 gồm huyện Vân Đồn, Cô Tô (Quảng Ninh); Cát Hải (Hải Phòng); Lý Sơn (Quảng Ngãi); Phú Quốc, Kiên Hải (Kiên Giang) và 6 huyện đảo gồm Bạch Long Vỹ (Hải Phòng), Cồn Cỏ (Quảng Trị), Hoàng Sa (Đà Nẵng), Trường Sa (Khánh Hòa), Phú Quý (Bình Thuận), Côn Đảo (Bà Rịa - Vũng Tàu) hiện được cấp điện bằng nguồn điện tại chỗ.
Đến năm 2021, vẫn còn 0.46% số hộ trên cả nước, chủ yếu là vùng núi chưa được cung cấp điện tại Việt Nam. Giai đoạn 2021–2025, EVN sẽ đề xuất nâng cấp, bổ sung điện lưới quốc gia hoặc năng lượng tái tạo cho các đảo Thổ Chu, An Sơn, Nam Du (Kiên Giang), một số thôn đảo của tình Khánh Hòa & cấp điện lưới quốc gia cho Côn Đảo – Bà Rịa Vũng Tàu 

### Kinh tế
Dự báo nhu cầu điện của Quy hoạch Điện VII, tăng trưởng nhu cầu năng lượng của Việt Nam là 8,1-8,7% giai đoạn (2001-2020), trong đó năm 2020 là 330-362 tỉ kWh, năm 2030 là 695-834 tỉ kWh.

## Rủi ro

### Vấn đề độc quyền
Ngành điện Việt Nam được quản lý bởi Tập đoàn Điện lực Việt Nam (EVN), được thành lập năm 1995, có chức năng sản xuất, truyền tải và phân phối điện. Với các chức năng đó hầu như EVN có vị thế độc quyền hoàn toàn trong ngành, cụ thể là:
- Độc quyền trong sản xuất
- Độc quyền trong truyền tải và phân phối
- Độc quyền trong định giá

Do đó có rất nhiều những bất cập trong việc phát triển nguồn cung điện như:
- Đàm phán, ký kết các hợp đồng mua bán điện từ các nguồn điện mới ngoài EVN khó khăn, thiếu minh bạch và thường kéo dài.
- Giá bán điện chịu phụ thuộc vào quyết định của EVN, do đó xuất hiện nguy cơ giá EVN đề xuất thấp hơn mức mong đợi hoặc không bù đắp dược chi phí đầu tư và lãi vay.
- Việc độc quyền của EVN gây cản trở đáng kể cho việc thu hút nguồn đầu tư tư nhân, đầu tư trực tiếp từ nước ngoài, do đó gây cản trở rất lớn cho việc phát triển ngành điện, vốn là ngành có chi phí đầu tư rất lớn.[20]

### Nguy cơ thiếu hụt năng lượng
Trong thế kỷ XX và thập niên đầu của thế kỷ XXI, nguồn năng lượng từ thủy điện đã cơ bản đáp ứng được nhu cầu sử dụng và sản xuất nhưng đến năm 2030, Việt Nam sẽ không còn tiềm năng thủy điện lớn vì đã khai thác hết. Trữ lượng than đá cũng đang cạn dần. Năm 2015, khả năng khai thác than đá đáp ứng từ 96%-100% nhu cầu sử dụng. Năm 2020, khả năng khai thác chỉ đáp ứng được 60% và đến năm 2035, tỉ lệ này chỉ còn 34%.
Theo quy hoạch phát triển điện lực quốc gia giai đoạn 2011-2020, có xét đến 2030 thì vào năm 2020, Việt Nam sẽ nhập khẩu hơn 2.300 MW điện (chiếm 3,1% tổng cơ cấu năng lượng điện), năm 2030 sẽ nhập 7.100 MW (chiếm 4,9% tổng cơ cấu năng lượng điện).
Quá trình công nghiệp hóa nhanh chóng khiến nguồn cung năng lượng đã không bắt kịp cầu. Dự báo, nhu cầu năng lượng của Việt Nam các năm 2015-2020-2030 tăng từ 89.000 MTOE lên 150.000 MTOE và 256.000 MTOE, trong khi khả năng cung ứng chỉ nhích từng chút một: 91.000-96.000 -113.000 MTOE.